# ديفيد براكستون
ديفيد براكستون (بالإنجليزية: David Braxton)‏ هو لاعب كرة قدم أمريكية أمريكي، ولد في 25 مايو 1965 في أوماها في الولايات المتحدة.

## وصلات خارجية
- ديفيد براكستون على موقع مرجع كرة القدم المحترفة.كوم (الإنجليزية)